# Amor Electro
Amor Electro, est un groupe de pop rock portugais, originaire de Lisbonne. Le groupe est composé de Marisa Liz au chant, du multi-instrumentiste Tiago Pais Dias à la guitare, de Ricardo Vasconcelos aux claviers, de Rui Rechena à la basse jusqu'en 2019, et Mauro Ramos à la batterie.
Ils mélangent le rock (avec quelques éléments électroniques) avec la musique traditionnelle portugaise, en utilisant certains instruments typiques comme l'accordéon et la guitare portugaise. Ils revisitent également des thèmes de la pop/rock portugaise des années 1980 et 1990, en interprétant des versions de chansons de Sétima Legião, GNR, Ornatos Violeta et autres, ainsi que leurs propres chansons originales.

## Biographie
Le 14 mai 2011, ils sortent leur premier album, Cai o Carmo e a Trindade. L'album entre directement à la quatrième place des meilleures ventes au Portugal, atteignant la première place peu de temps après,,. Le 19 septembre 2011, le groupe est nommé dans la catégorie « meilleur groupe portugais » des MTV Europe Music Awards. Ils sont nommés à nouveau pour le titre de meilleur acte portugais aux MTV Europe Music Awards 2012, qui sera remporté par la chanteuse Aurea.
En janvier 2013, ils reçoivent le prix European Border Breakers Award (EBBA) aux Pays-Bas. Plus tard cette année-là, ils sortent leur deuxième album Яevolução qui comprend huit chansons originales et deux versions. Le groupe est nommé aux Globos de Ouro 2014 dans la catégorie « Meilleure chanson » avec Só é Fogo se Que queim, une chanson dont les paroles sont signées Jorge Cruz. En 2014, ils sont invités à faire le générique du feuilleton Mar Salgado de la chaîne SIC, dans lequel apparaît la réédition de l'album Яevolução, sortie en 2013. En plus de ce morceau, la nouvelle édition comprend l'enregistrement du Concerto Mais Pequeno do Mundo, offert par Amor Electro aux auditeurs de Rádio Comercial.
Ils collaborent sur l'un des morceaux de l'album Leva-me A Sério du musicien portugais Agir. En 2016, ils écrivent le morceau Juntos Somos Mais Fortes pour l'hymne de la RTP pour l'Euro 2016. Ils participent avec la chanson Mas Isso Não Me Satisfaz à l'album Passa a Outro e Não ao Mesmo, promu par Rádio Comercial, avec 11 artistes, 11 chansons et 11 causes. Le 7 août 2019, par le biais d'une déclaration sur leur page Facebook, le groupe annonce le décès de Rui Rechena, bassiste du groupe,. 

## Discographie

### Albums studio
- 2011 : Cai o Carmo e a Trindade[12]
- 2013 : Яevolução[13]
- 2018 : #4[14],[15]

### Compilations et autres
- 2015 : Mar Salgado (bande son du feuilleton Mar Salgado)
- 2015 : Leva-me a Sério (Agir)
- 2015 : Um Novo Dia
- 2016 : Passa o Outro e Não ao Mesmo

### Singles
- 2011 : A Máquina (Acordou)
- 2012 : Rosa Sangue
- 2013 : A Nossa Casa
- 2014 : Só é Fogo se Queimar
- 2014 : Mar Salgado
- 2016 : Juntos Somos Mais Fortes
- 2016 : Sei
- 2017 : O Meu Lugar/Espelho d'Água
- 2017 : Procura por mim
- 2018 : Miúda do Café
- 2019 : Vai dar Confusão
- 2020 : Furacão